# Isopterygium subleptoblastum
Isopterygium subleptoblastum är en bladmossart som beskrevs av C. Müller in Bescherelle 1880. Isopterygium subleptoblastum ingår i släktet Isopterygium och familjen Hypnaceae. Inga underarter finns listade i Catalogue of Life.